# 毛果袋花忍冬
毛果袋花忍冬（学名：Lonicera saccata var. tangiana）为忍冬科忍冬属下的一个变种。